# Mary Griggs Burke
Mary Griggs Burke, född 20 juni 1916 i Saint Paul i Minnesota, död 8 december 2012 i New York, var en amerikansk filantrop och konstsamlare, främst känd för sin samling av japansk konst.

## Liv
Mary Griggs Burke föddes som Mary Livingston Griggs i en förmögen familj i Saint Paul. Hon tog en kandidatexamen på Sarah Lawrence College i Westchester County 1938 och en masterexamen i klinisk psykologi från Columbia University. Under sitt liv gjorde hon åtskilliga besök i Japan, första gången 1954. År 1955 gifte hon sig med Jackson Burke, som avled 1975. Paret hade inga barn.
År 1987 erhöll hon Heliga skattens orden.

## Konstsamling
Mary Griggs Burke började samla på japanska konstverk 1963. Samlingen blev så småningom en av de största utanför Asien: den kom att omfatta cirka ett tusen föremål och värderas till tiotals miljoner dollar. Griggs Burke förvarade den i en separat lägenhet bredvid sin egen på Upper East Side på Manhattan. Delar av kollektionen visades upp bland annat i Metropolitan Museum of Art i New York 1975 och 2000 samt i Tokyos nationalmuseum 1985. Efter hennes död delades den upp mellan Metropolitan Museum of Art och Minneapolis Institute of Art.